# Bushy Park

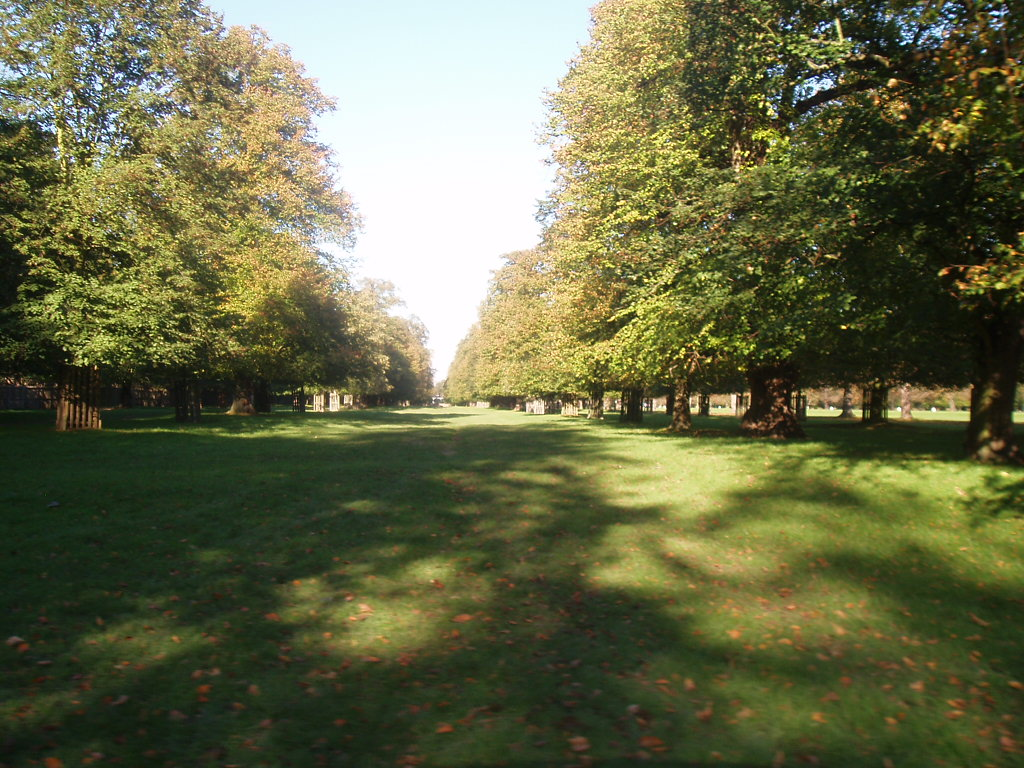
Bushy Park in de herfst.

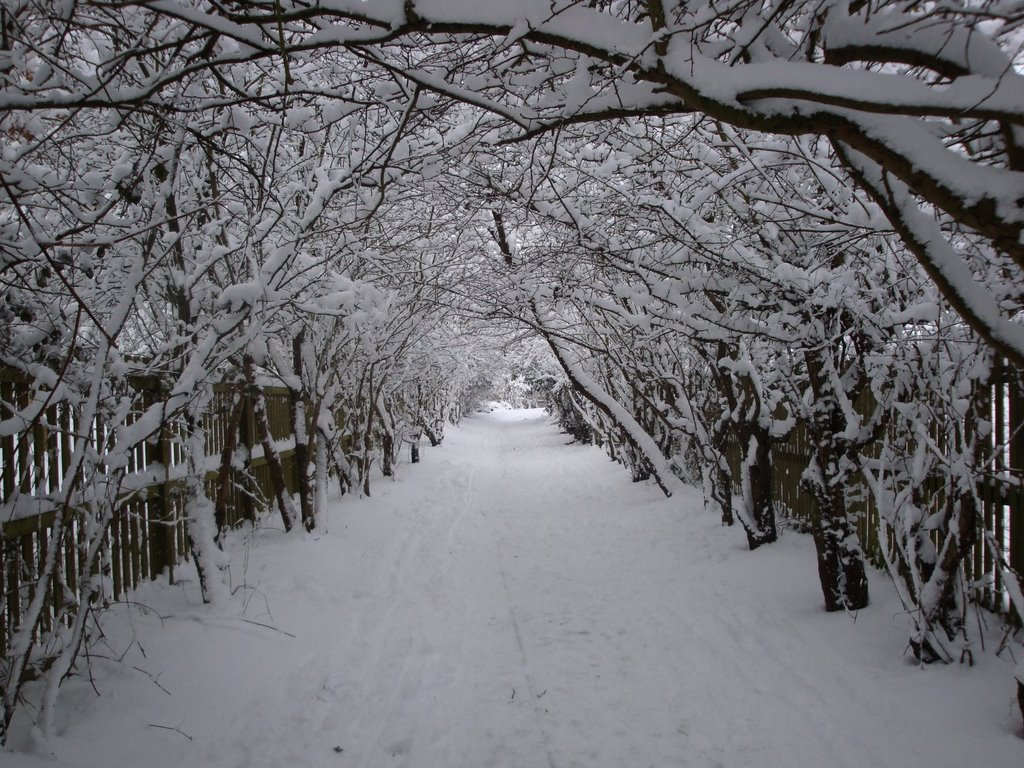
Bushy Park in de winter.

Bushy Park is het op een na grootste Koninklijk Park van Londen. Het park is gelegen in Zuid-Londen en het grootste gedeelte is open voor publiek. Het bestaat uit een gebied van ongeveer 1100 acres en het ligt ten noorden van Hampton Court Palace en Hampton Court Park. Het park bevat visplaatsen, een grote verscheidenheid aan bomen en planten en hordes aan edelherten en damherten.

## Geschiedenis
Het gebied is op zijn minst al 4.000 jaar in gebruik; de oudste archeologische vondsten die zijn gevonden, verwijzen terug naar de bronstijd. Er is ook bewijs dat het gebied in de middeleeuwen werd gebruikt als akker.